# Jennyberg
Der Jennyberg (345 m ü. A.), frühere Namen Silberberg, Weingebirg am Silberberg und zu der Jeni gewandt, ist ein nordöstlicher Felssporn, zwischen Frauenstein (getrennt durch die Goldene Stiege) und Friedrichshöhe, des Anningers (Naturpark Föhrenberge), der an südwestlich an das urbane Gebiet der niederösterreichischen Stadt Mödling angrenzt. Der alte Flurname Jeni war der Namensgeber des Jennyberges.

## Prähistorische Geschichte
Die ältesten archäologischen Funde am Jennyberg stammen aus der jungneolithischen Boleráz-Gruppe. Diese ist nach ähnlichen Funden im Ort Boleráz (Slowakei) benannt.
Diese Funde können Vorgängersiedlungen vor der "Badener Kultur" (siehe dazu: Baden bei Wien), einer archäologischen Kultur der Kupfersteinzeit, zugeordnet werden. Eine Höhensiedlung aus letzterer Epoche wurde auf dem Berg gefunden. Im Jahr 1970 und 1971 wurden Ausgrabungen in der Länge von 300 Meter durchgeführt. Von der Prähistorikerin Elisabeth Ruttkay wurde für diese Kultur der Name Leithaprodersdorf-Gruppe vorgeschlagen.
Unter diesen Funden befinden sich die ältesten Nachweise von Wagen in Österreich. So wurde ein tönernes Wagenmodell aus der Zeit von spätestens 3000 v. Chr. gefunden.

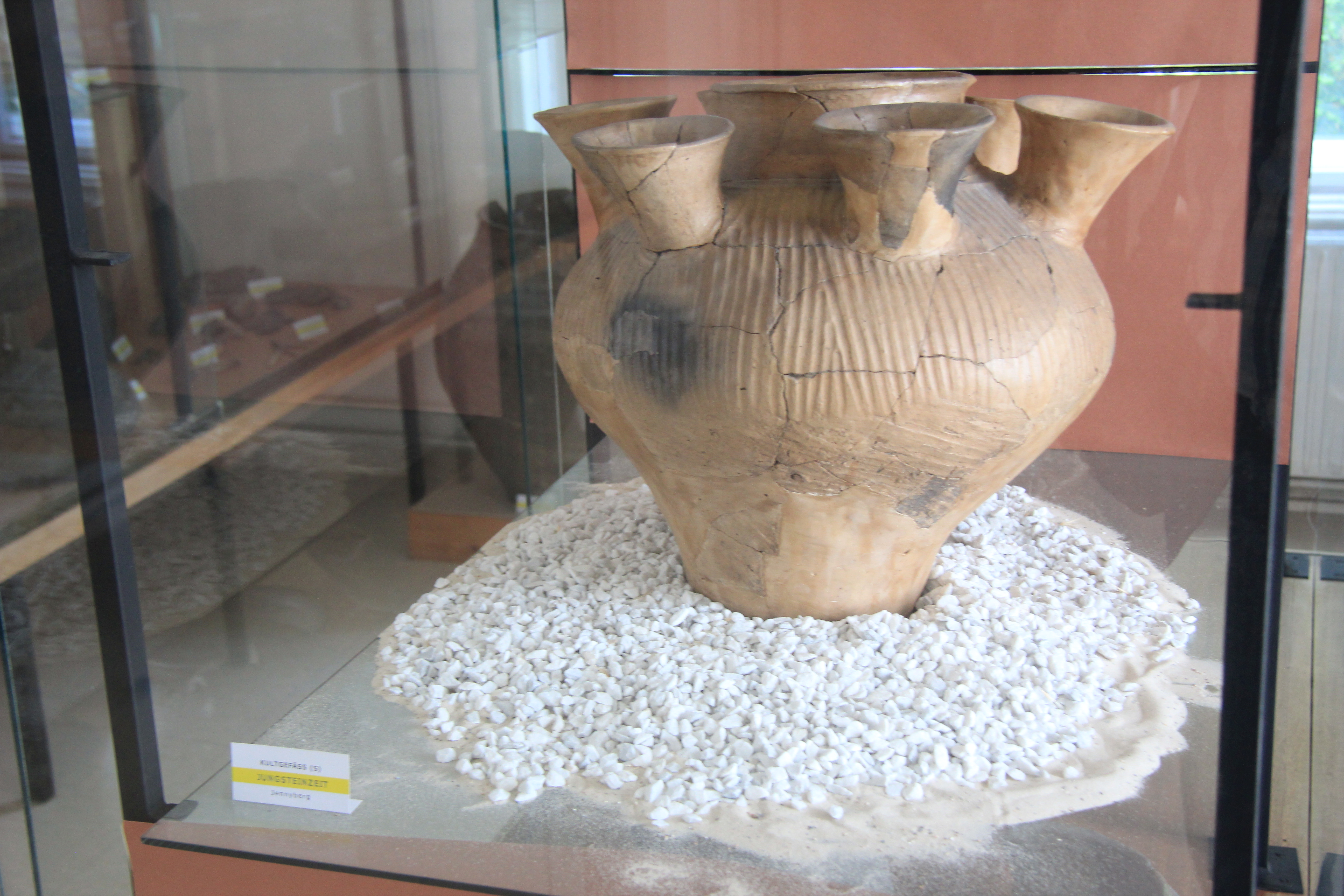
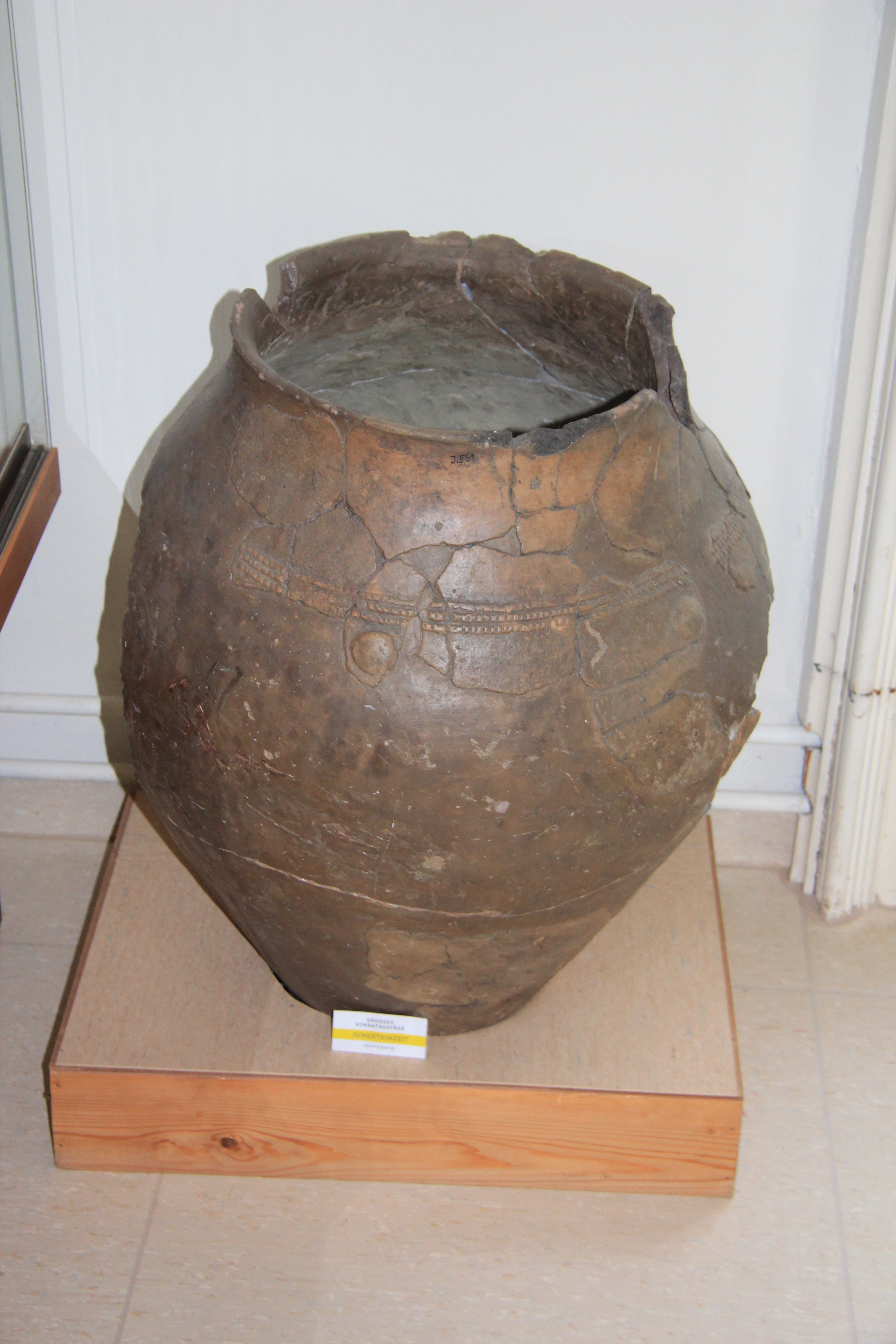
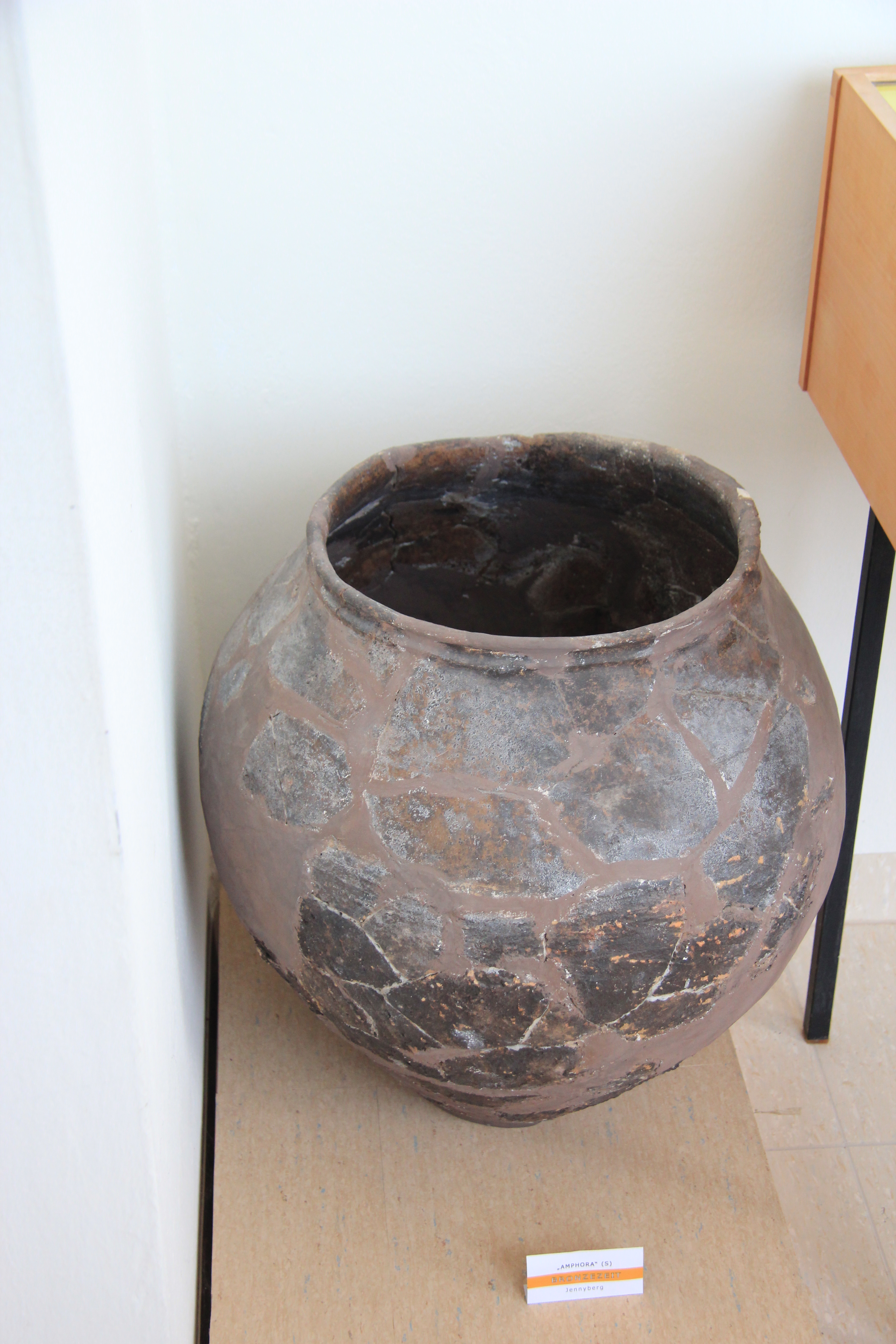
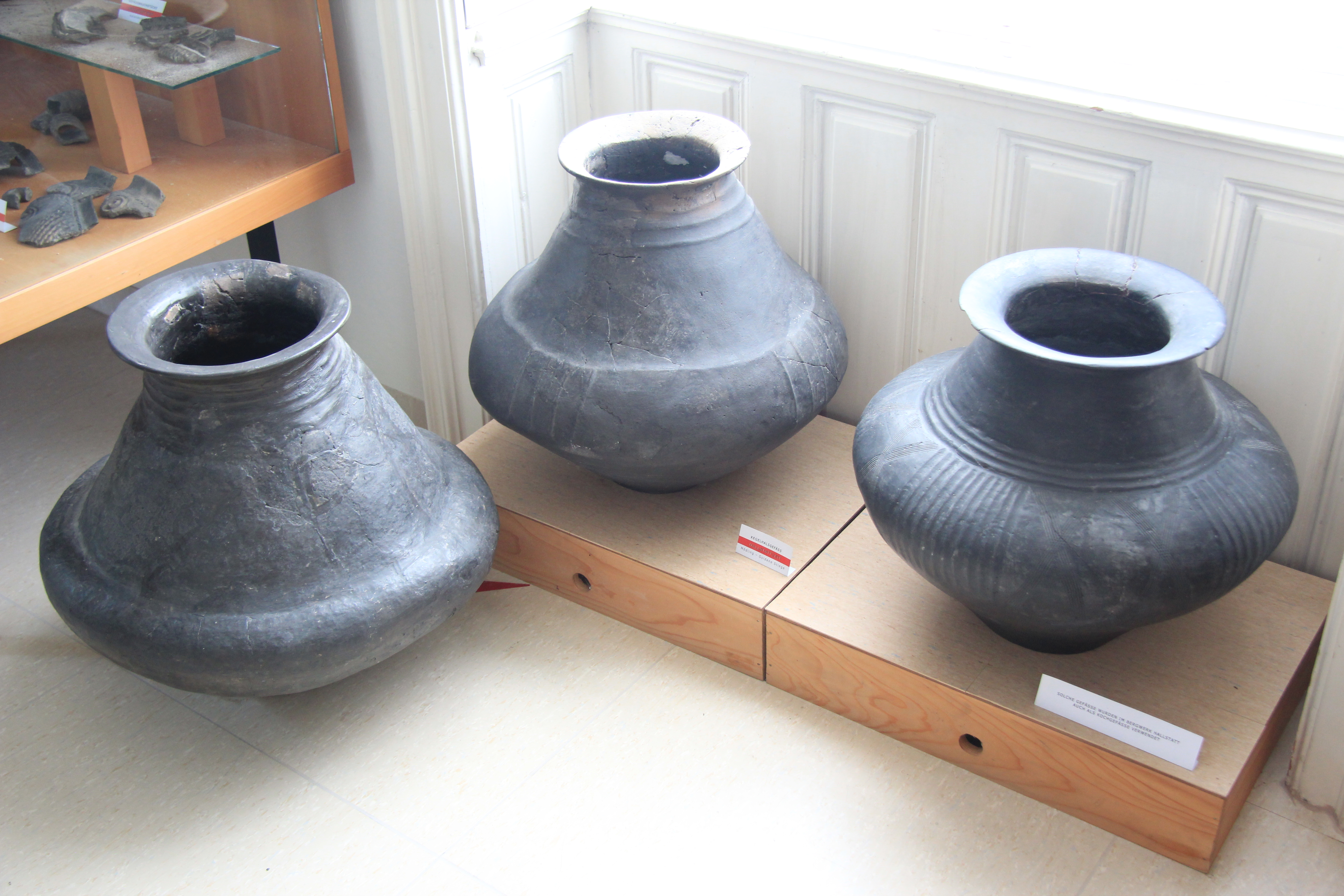

## Historische Geschichte

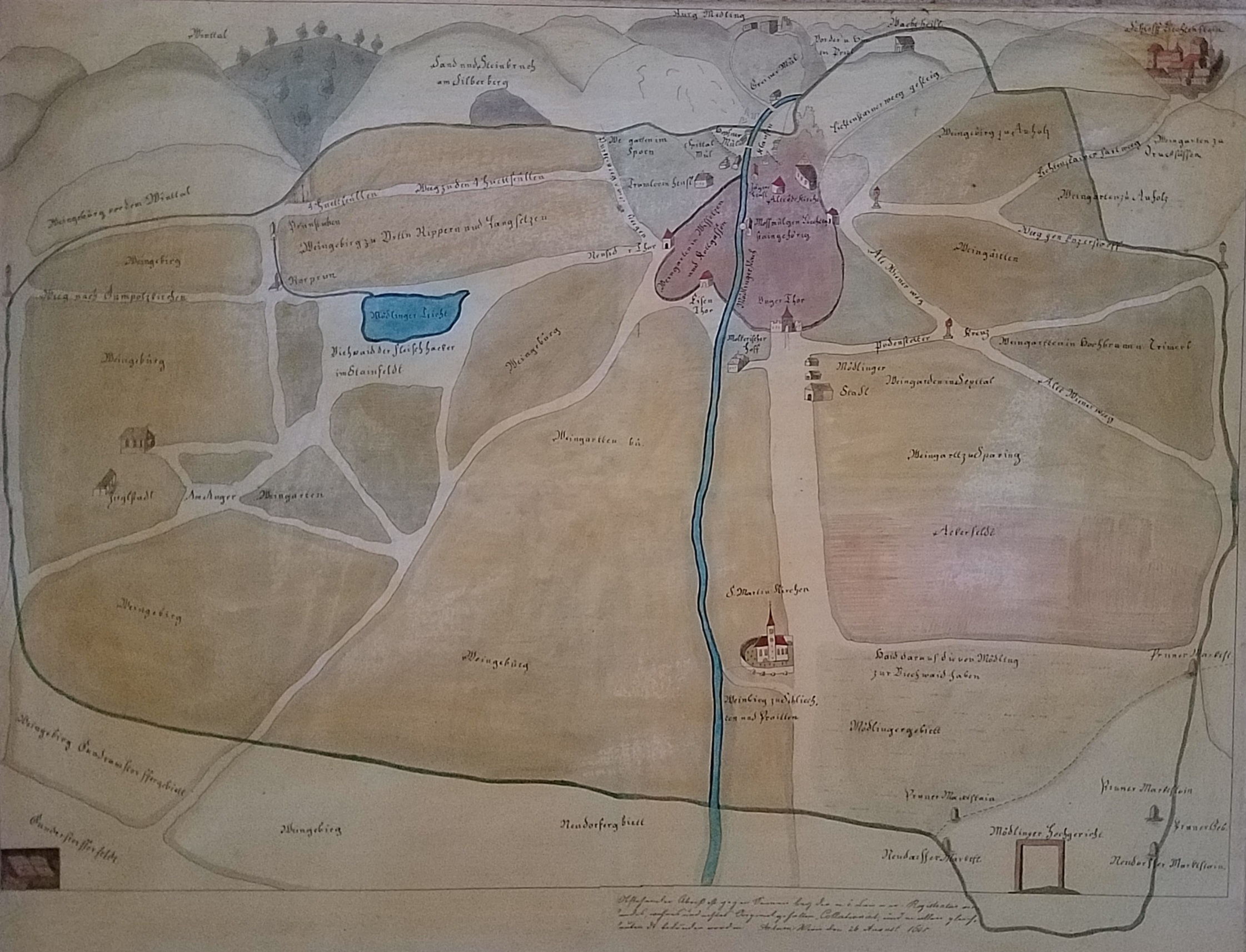
Burgfriedenplan Mödling von 1610 mit Steinbruch am Silberberg (bzw. Jennyberg)

An der Ostseite, zwischen Schießstättenweg und Goldener Stiege, befindet sich ein Hauptdolomit-Steinbruch, der erstmals auf einem Plan von 1610 als Sand- und Steinbruch am Silberberg eingezeichnet ist.
In diesem ist auch ein ehemaliger Luftschutzstollen der Flugmotorenwerke Ostmark in Wiener Neudorf aus dem Zweiten Weltkrieg vorhanden, wenn auch heute vermauert und nicht zugänglich.
Von 1830 bis 1945 bestand eine Schießstätte an der Stelle des heutigen Waldspielplatzes am südlichen Ende des Jennyberg und dem namensgebenden Schießstättenweg. Zwischen 1959 und 2024 wurde dann ein Schießstand am Steinbruchweg zum Jennyberg für die Armbrustschützen vom Trachten- und Heimatverein Mödling betrieben. In den letzten Jahren vor der folgenden Renaturierung des Areals wurde dieses lediglich nur noch für ein jährliches Sommerfest genutzt.

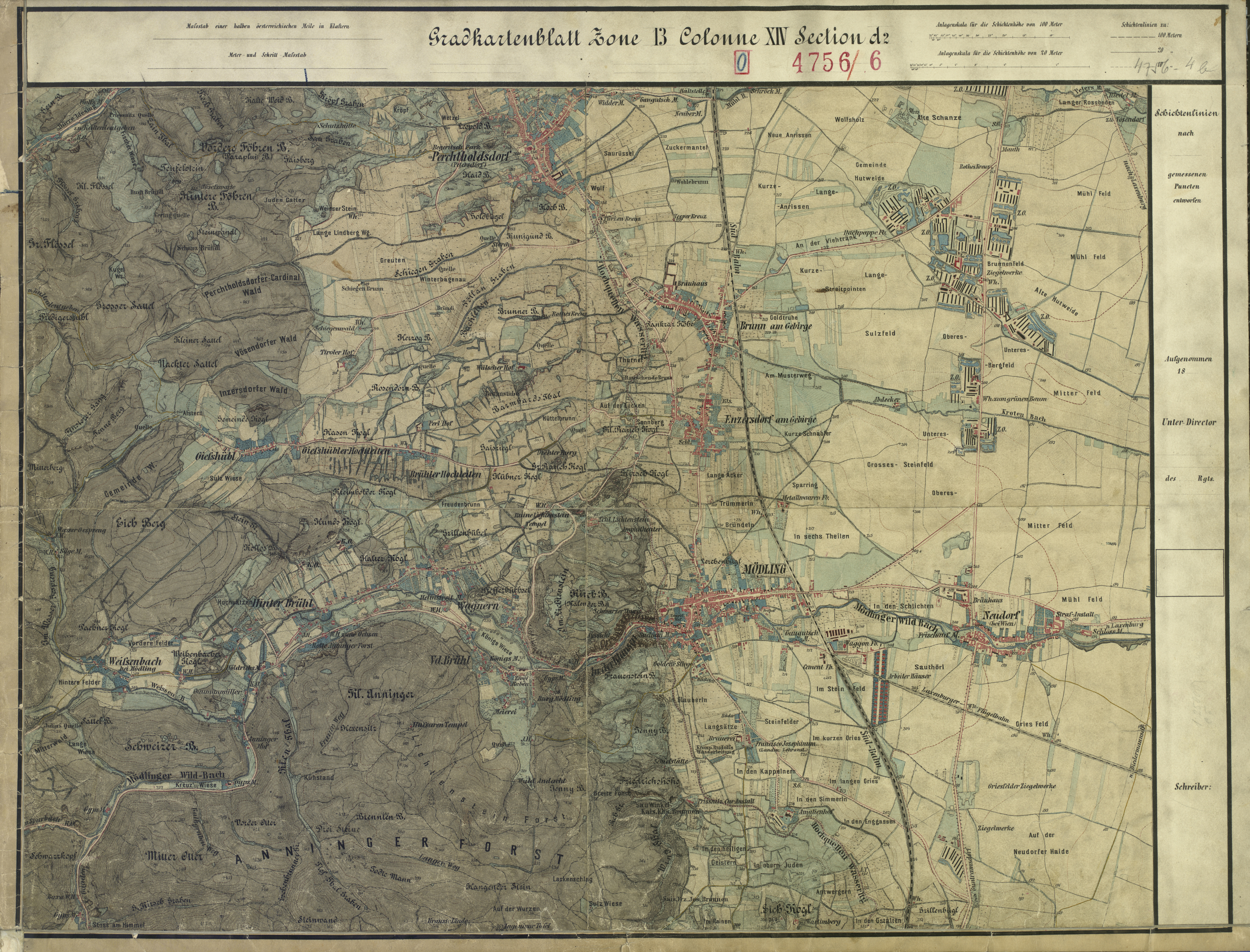
Mödling und Umgebung um 1872, mit einer frühen Schießstätte am Jennyberg